# Zifou
Zifou, de son vrai nom Faouzi Kojmane né le 20 juillet 1992 à Sedan, est un rappeur et chanteur de RnB français d'origine marocaine.

## Biographie

### Enfance et succès (1992-2011)
Né à Sedan le 20 juillet 1992, Zifou passe son enfance entre Roissy-en-Brie et Pontault-Combault en Seine-et-Marne.

## Carrière

### Titres:C’est la hassetOn donne ça(2012)
En 2012, il sort son premier single C'est la hass sur Universal Music France et en featuring avec le rappeur La Fouine, suivi de On donne ça avec Léa Castel.

## Discographie

### Albums
- 2012 : Zifou 2 dingue

### Titres
- 2011 : Chicha toute la nuit
- 2012 : C'est la Hass (feat. La Fouine)
- 2012 : On donne ça (feat. Léa Castel)
- 2013 : Je t'emmène (feat. Milezim)
- 2014 : Olé Olé (Remix) (feat. Lartiste, Ridsa)
- 2014 : Blanco (CoCo Remix)
- 2015 : Tout est pitié
- 2015 : Matrixé
- 2015 : Elle m'a trompé
- 2015 : Hello
- 2016 : Premier pas
- 2017 : Ma Zina
- 2017 : Net & Précis (feat. Blasta)
- 2017 : Bandida
- 2017 : Laisse-moi te dire (feat. DJ JESS, DJ DOO)
- 2017 : Non é Facile (feat. Master Sina)
- 2018 : Holà
- 2018 : Khalini (feat. Cheb Bechir)
- 2018 : Fallait
- 2018 : Elle (feat. Linko]
- 2018 : Makan Walou (feat. Mazi)
- 2023 : La Zone (feat. DJ Hamida, D3W)